# ČZ 150/352
ČZ 150/352 také označovaný jako Jawa-ČZ 150/352, je motocykl, vyvinutý Českou zbrojovkou Strakonice, vyráběný v letech 1954–1956. Jeho předchůdcem byl model ČZ 150 C, vyráběný v letech 1950–1953.
Koncem roku 1953 představila Jawa společně s ČZ nový typ motocyklu jednotného designu národní řady motocyklů pro všechny objemové třídy tzv. "Kývačku". Objemové třídy 125 cm³ a 150 cm³ připadly strakonické ČZ, která motocykl osazovala nepatrně upravenými motory ČZ 125/150 C. Motocykly celé řady byly vyráběny pod značkou Jawa-ČZ. Stopětadvacítka měla označení Jawa-ČZ typ 351, stopadesátka Jawa-ČZ typ 352. Jedinou podstatnou změnou za dobu výroby byla změna půlbubnových brzd na celonábojové. ČZ využívala rám dimenzovaný pouze pro motory 125 cm³ a 150 cm³. Motocykl byl vyráběn ve dvou barvených variantách, v černé barvě a červené odstín Jawa. V roce 1955 vznikl závodní speciál Jawa-ČZ typ 352 2x 150 cm³ stereo pro testování spojení dvou motorů vedle sebe. Tento jediný exemplář je v rukou soukromého vlastníka.

## Popis
Motocykl je na první pohled nerozeznatelný od motocyklu ČZ 125/351, jediný rozdíl mezi nimi je ve vrtání válce. Dvoudobý, vzduchem chlazený jednoválec 148 cm³ s třístupňovou převodovkou, sekundární převod řetězem.

## Technické parametry
- Rám: trubkový, ocelový, svařovaný
- Suchá hmotnost: 98 kg
- Pohotovostní hmotnost: 108 kg
- Maximální rychlost: 85 km/h
- Spotřeba paliva: 2,5 l/100 km